# Jérémie Bréchet
Jérémie Pierre Bréchet (Lyon, 14 augustus 1979) is een voormalig Frans voetballer. Als verdediger speelde hij bij Olympique Lyonnais, Inter, Real Sociedad, PSV, FC Sochaux, Troyes AC, Bordeaux, Gazélec Ajaccio en het Frans voetbalelftal.

## Clubvoetbal

### Olympique Lyonnais
Bréchet debuteerde in het betaald voetbal tijdens het seizoen 1998/99 in het shirt van Olympique Lyonnais. Hij speelde dat seizoen vijftien duels. Bréchet speelde tot 2003 in Lyon, waar hij in totaal zo'n 116 duels voor La Reine zou spelen. Met Lyon won hij tweemaal het landskampioenschap, de Coupe de la Ligue en de Trophée des Champions. Na overleg met de club, mag Bréchet vertrekken. Internazionale lijkt de beste papieren te hebben om de vleugelverdediger over te nemen. In juli 2003 vertrekt Bréchet naar de Nerazzurri voor drie miljoen euro. Hier zal hij met ingang van het seizoen 2003/04 in de Serie A spelen.

### Internazionale
Tijdens het seizoen 2003/2004 speelde Bréchet in de Serie A voor Internazionale. Het seizoen begon veelbelovend voor de linksback, maar wanneer Inter na zes wedstrijden een achtste plaats bezet in de competitie, werd de trainer Héctor Cúper ontslagen. De trainerswissel en een blessure zorgen ervoor dat Bréchet weinig speeltijd zou krijgen, en uiteindelijk slechts negen duels zou spelen. Bréchet belandde bij Internazionale op een zijspoor en mocht vertrekken. Nadat Real Sociedad 1.500.000 euro betaalde voor de verdediger, tekende Bréchet in 2004 een contract bij de Spaanse club.

### Real Sociedad
Twee seizoenen lang speelde Bréchet bij Real Sociedad in de Primera División. Wederom raakt Bréchet ernstig geblesseerd aan zijn achillespees, waardoor zijn optredens in twee seizoenen zich slechts zouden beperken tot 20 wedstrijden. Toch wordt Bréchet benaderd door de trainer Alain Perrin, die zeer ambitieuze plannen heeft met de Franse club FC Sochaux. Bréchet raakt overtuigd en vertrekt in 2006 naar Sochaux, waar hij hoopt zijn carrière opnieuw te kunnen lanceren.

### FC Sochaux
Bij het ambitieuze FC Sochaux weet Bréchet al gauw indruk te maken op het veld, maar ook in de kleedkamer. Na 3 wedstrijden wordt hij door de spelersgroep benoemd tot aanvoerder. Met Les Lionceaux beleeft hij 2 sterke seizoenen, Bréchet heeft geen last meer van ernstige blessures en groeit uit tot een vaste waarde. Onder zijn aanvoerderschap weet Sochaux voor de tweede keer in haar historie op 12 mei 2007 de Franse beker te winnen. Hiermee is Bréchet getuige van een van de grootste successen uit de clubhistorie van Sochaux. Bréchet speelde zich hiermee in de kijkers van andere clubs. Ondanks belangstelling van onder meer FC Nantes en een eventuele contractverlenging bij FC Sochaux, besloot Bréchet in juni 2008 transfervrij te vertrekken naar PSV Eindhoven.

### PSV Eindhoven
Met ingang van het seizoen 2008/09 speelt Bréchet voor PSV Eindhoven, bij wie hij een contract tekende voor drie seizoenen, tot medio 2011. Hij wilde graag met rugnummer 13 spelen, het nummer dat hij later ook kreeg. Één seizoen later vertrok Bréchet echter alweer bij PSV omdat zijn familie heimwee had. Hij besloot daarop terug te gaan naar zijn oude club FC Sochaux.

## Interlands

### Frankrijk
Vanwege zijn goede optredens met Olympique Lyonnais, wordt de verdediger in 2001 door bondscoach Roger Lemerre bij het Frans voetbalelftal gehaald. Hier zal hij uitmaken van de definitieve selectie dat in de zomer van 2001 zal strijden om de Confederations Cup. Na de 2-1-overwinning tegen Brazilië in de halve finale, bereikte Frankrijk de finale, die met 1-0 gewonnen werd tegen Japan. Hierdoor kon Bréchet sindsdien de Confederations Cup op zijn erelijst plaatsen. Tot heden speelde Bréchet in totaal 3 interlands voor Les Bleus.

## Statistieken
| Seizoen | Club                  | Competitie | Wedstrijden | Doelpunten |    |
| ------- | --------------------- | ---------- | ----------- | ---------- | -- |
| 1998/99 | Olympique Lyon        | Ligue 1    | 15          | 0          |    |
| 1999/00 | Olympique Lyon        | Ligue 1    | 16          | 0          |    |
| 2000/01 | Olympique Lyon        | Ligue 1    | 27          | 0          |    |
| 2001/02 | Olympique Lyon        | Ligue 1    | 28          | 0          |    |
| 2002/03 | Olympique Lyon        | Ligue 1    | 31          | 0          |    |
| 2003/04 | Internazionale        | Serie A    | 9           | 0          |    |
| 2004/05 | Real Sociedad         | Liga       | 17          | 0          |    |
| 2005/06 | Real Sociedad         | Liga       | 3           | 0          |    |
| 2006/07 | FC Sochaux            | Ligue 1    | 28          | 0          |    |
| 2007/08 | FC Sochaux            | Ligue 1    | 21          | 2          |    |
| 2008/09 | PSV                   | Eredivisie | 27          | 1          |    |
| 2009/10 | FC Sochaux            | Ligue 1    | 33          | 2          |    |
| 2010/11 | FC Sochaux            | Ligue 1    | 20          | 0          |    |
| 2011/12 | FC Sochaux            | Ligue 1    | 5           | 0          |    |
| 2012/13 | Troyes AC             | Ligue 1    | 24          | 2          |    |
| 2013/14 | Girondins de Bordeaux | Ligue 1    | 4           | 0          |    |
| 2014/15 | Gazélec Ajaccio       | Ligue 2    | 28          | 2          |    |
| 2015/16 | Gazélec Ajaccio       | Ligue 2    | 23          | 0          |    |
| 2016/17 | Gazélec Ajaccio       | Ligue 2    | 30          | 0          |    |
| 2017/18 | Gazélec Ajaccio       | Ligue 2    | 31          | 2          |    |
| Totaal  | Totaal                | Totaal     | 420         | 11         | 11 |

## Erelijst

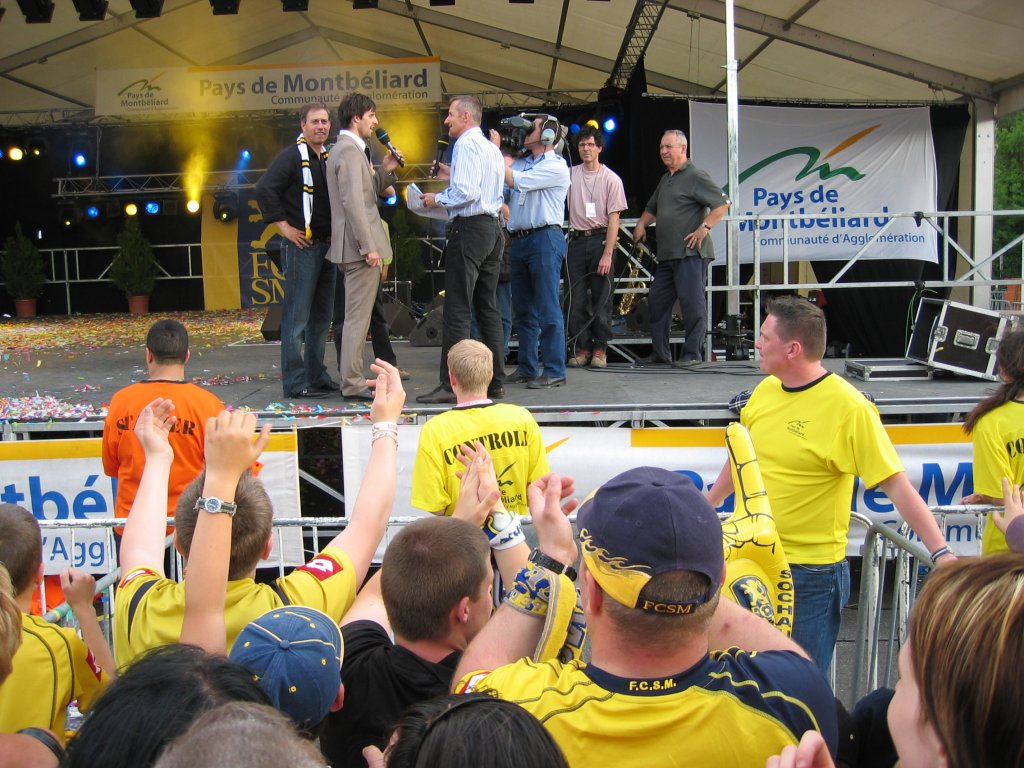
Jérémie Bréchet na de beker-huldiging in 2007.

### Met clubteams
- Landskampioen Frankrijk: 2002, 2003 (Olympique Lyonnais)
- Coupe de la Ligue: 2002 (Olympique Lyonnais)
- Trophée des Champions: 2002 (Olympique Lyonnais)
- Coupe de France: 2007 (FC Sochaux)
- Johan Cruijff Schaal: 2008 (PSV Eindhoven)

### Met Frankrijk
- Confederations Cup: 2001